# 1009 TCN
1009 TCN là một năm trong lịch La Mã.